# 巴克拉諾夫斯科耶湖
55°29′46″N 31°39′39″E / 55.49611°N 31.66083°E
巴克拉諾夫斯科耶湖（俄语：Баклановское），是俄羅斯的湖泊，位於該國西部斯摩棱斯克州，由傑米多夫斯基區負責管轄，長2.4公里、寬2公里，面積2.21平方公里，海拔高度169.4米，最大水深28米。